# گوستاو کالکون
گوستاو کالکون (استونیایی: Gustav Kalkun؛ ۲۲ مارس ۱۸۹۸ – ۲۴ آوریل ۱۹۷۲) پرتاب‌گر دیسک اهل استونی بود. وی در مسابقات پرتاب دیسک بازی‌های المپیک تابستانی ۱۹۲۴ در رده دهم و در بازی‌های المپیک تابستانی ۱۹۲۸ در رده پانزدهم قرار گرفته بود.
کالکون کالکون از مدرسه در ریگا، لتونی (۱۹۱۶) فارغ‌التحصیل شد، و سپس رشته تربیت بدنی را در تارتو، استونی (۱۹۲۷) و ژنو، سوئیس (۱۹۳۰) تحصیل کرد. وی به عنوان داوطلب در جنگ جهانی اول و جنگ استقلال استونی جنگید، کالکون بعدها به‌عنوان معلم تربیت بدنی در تالین، ناروا و تارتو مشغول به کار شد و به عنوان داور و روزنامه‌نگار مشغول به کار در ورزش و بسکتبال شد. در سال ۱۹۴۴، هنگامی که سربازان اتحاد جماهیر شوروی وارد استونی شدند، او به ایالات متحده مهاجرت کرد و در سال ۱۹۷۲ درگذشت.